# 新潟県道320号新津小須戸線
新潟県道320号新津小須戸線（にいがたけんどう320ごう にいつこすどせん）は、新潟県新潟市秋葉区内の一般県道である。

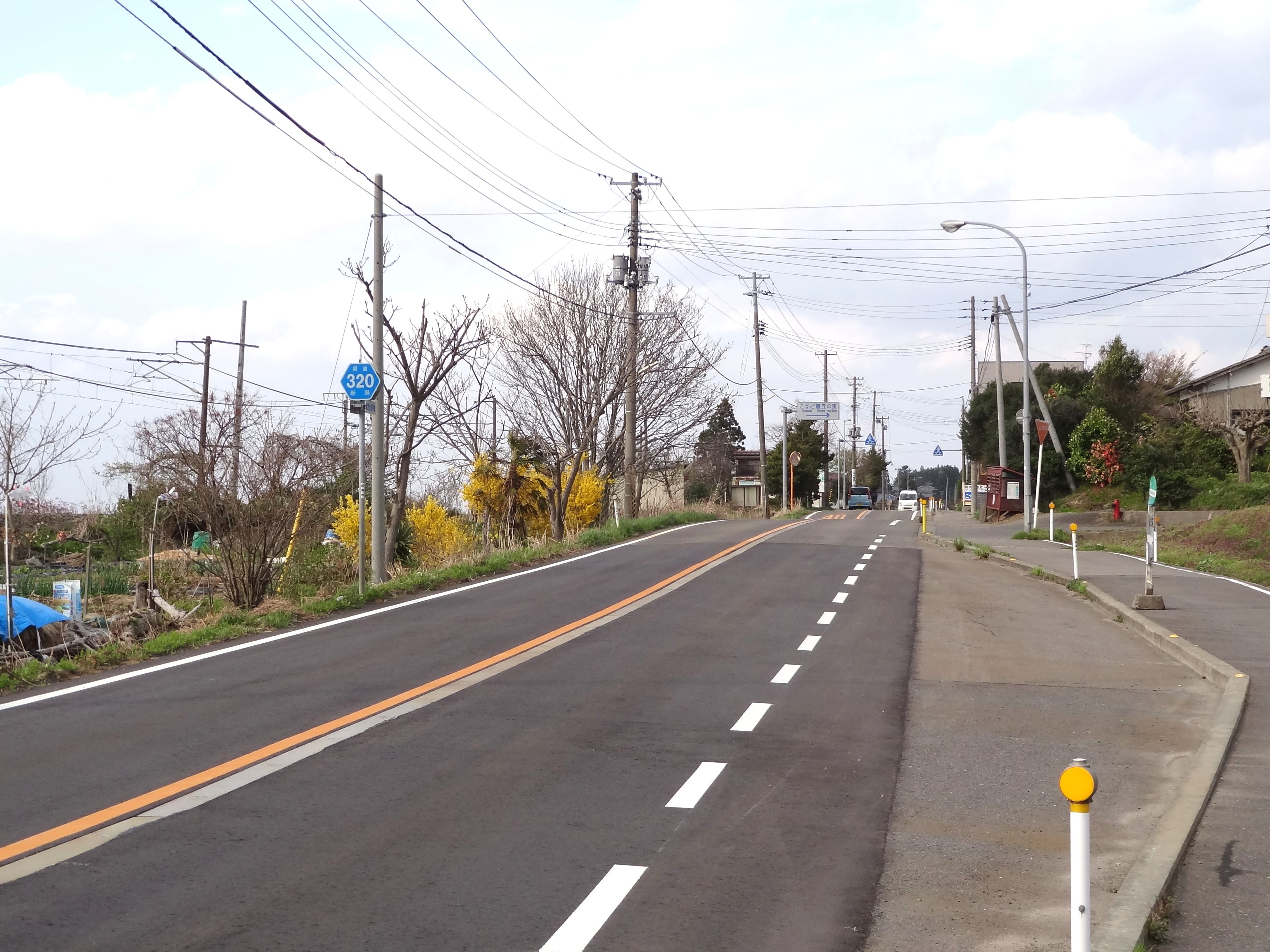
新潟市秋葉区矢代田付近

## 概要
秋葉区新津地区中心部から古津地域を経由して、小須戸地区の矢代田地域に至る幹線道路。かつての国道403号の区間である。

### 路線データ
- 起点：新潟市秋葉区新津本町三丁目（＝新津本町三丁目交差点・新潟県道7号新津村松線交点）
- 終点：新潟市秋葉区矢代田字兎谷（＝兎谷交差点・新潟県道41号白根安田線交点）

## 地理

### 通過する自治体
- 新潟県
新潟市（秋葉区）

### 交差する道路
- 新潟市秋葉区
  - 新潟県道7号新津村松線（新津本町三丁目交差点）
  - 新潟県道167号古津停車場線
  - 新潟県道41号白根安田線（兎谷交差点）
    - 兎谷交差点先、矢代田駅前交差点で新潟県道103号矢代田停車場線と、矢代田交差点で国道403号と接続